# Christopher Bodó
Christopher Bodó (ungarisch Bodó Christopher; * 5. August 1991 in St. Thomas, Ontario) ist ein kanadisch-ungarischer Eishockeyspieler, der seit 2021 beim Gyergyói HK in der multinationalen Erste Liga unter Vertrag steht.

## Karriere
Christopher Bodó spielte zunächst für verschiedene Nachwuchsteams in seiner kanadischen Heimat. Dabei wurde er in seiner Zeit bei den Strathroy Rockets 2010 in das Second All-Star-Team der Greater Ontario Junior Hockey League gewählt. Während seines Studiums spielte er für die Mercyhurst Lakers, das Studententeam der Mercyhurst University, in der Atlantic Hockey, einer der Ligen der National Collegiate Athletic Association. 2013 erreichte er mit den Lakers das Playofffinale, das gegen die Mannschaft des Canisius College mit 2:7 verloren wurde. 2014 gewann er mit seinem Team dann die reguläre Saison, schied aber im Verlauf der Playoffs vorzeitig aus. 2015 zog es ihn nach Europa, wo er zunächst zwei Jahre für Alba Volán Székesfehérvár in der Österreichischen Eishockey-Liga auf dem Eis stand. Anschließend ging er zu den Lausitzer Füchsen in die DEL2, kehrte aber bereits im November 2017 zu MAC Budapest zurück und gewann mit dem Klub 2018 sowohl die MOL Liga, als auch die ungarische Meisterschaft. 2018 wechselte er mit MAC in die slowakische Extraliga über. Nachdem er die Spielzeit 2020/21 beim ebenfalls in Budapest beheimateten Újpesti TE in der multinationalen Erste Liga (ehemals MOL Liga) verbracht hatte, wechselte er 2021 zum rumänischen Ligakonkurrenten Gyergyói HK.

### International
Nach seiner Einbürgerung debütierte Bodó in der Spielzeit 2016/17 in der ungarischen Nationalmannschaft. Bei den Weltmeisterschaften 2018 und 2019 spielte er mit den Magyaren in der Division I.

## Erfolge und Auszeichnungen
- 2010 Second All-Star-Team der Greater Ontario Junior Hockey League
- 2014 Gewinn der Regulären Saison von Atlantic Hockey mit den Mercyhurst Lakers
- 2018 Gewinn der MOL Liga mit MAC Budapest
- 2018 Ungarischer Meister mit MAC Budapest.

## ÖEHL-Statistik
(Stand: Ende der Saison 2016/17)